# Rationellt såll
Inom matematiken är det rationella sållet en generell algoritm för primtalsfaktorisering. Det är i huvudsak ett specialfall av det generella talsållet, och medan det är mycket mindre effektivt än den allmänna algoritmen, är det konceptuellt mycket enklare. Så även om det är ganska oanvändbart som en praktisk faktoriseringsalgoritm, är det ett användbart första steg för dem som försöker förstå hur det generella talsållet fungerar.